# Кірейцев Григорій Герасимович
Кірейцев Григорій Герасимович(* 22 лютого 1932, с. Новий Ропськ — † 27 січня 2014, м. Київ) — доктор економічних наук, професор, заслужений працівник освіти України, Заслужений професор Національного аграрного університету (Національний університет біоресурсів і природокористування України), почесний професор Брянської державної сільськогосподарської академії, почесний професор Житомирського державного технологічного університету, почесний доктор Вінницького національного аграрного університету, дійсний член Російської академії природничих наук, член-кореспондент Міжнародної академії аграрної освіти, почесний член Федерації аудиторів, бухгалтерів і фінансистів України.

## Життєпис
Кірейцев Григорій Герасимович народився 22 лютого 1932 р. в с. Новий Ропськ Климівського району Брянської області Російської Федерації.
З 1952 по 1955 рр. служив у армії.
У 1956—1961 рр. навчався на економічному факультеті Української сільськогосподарської академії (з 1994 року — Національний аграрний університет (НАУ), з 2010 року — Національний університет біоресурсів і природокористування України (НУБіП України). Одержав кваліфікацію бухгалтера-економіста.
Протягом 1961—1966 рр. працював заступником головного бухгалтера Чернігівською обласного треста радгоспів, старшим бухгалтером радгоспу «Чернігівський», викладачем Краногорівського на Полтавщині та Красноградського на Харківщині сільськогосподарських технікумів.
Протягом 1966—1969 рр. Григорій Герасимович навчався в аспірантурі при кафедрі бухгалтерського обліку і фінансів Української сільськогосподарської академії під керівництвом д.е.н., проф. І. В. Малишева. Після захисту в 1970 р. кандидатської дисертації на тему: «Шляхи удосконалення обліку та аналіз капітальних вкладень в колгоспах» працював викладачем кафедри, обіймаючи посади: заступника декана економічного факультету (1973—1976 рр.), декана факультету (1976—1983 рр.), проректора академії (1983—1985 рр.), ректора створеної при академії Вищої школи управління АПК Держагропрому України (1985—1988 рр.). Протягом 1978—1994 рр. очолював кафедру бухгалтерського обліку і фінансів академії. У 1991 р. отримав вчене звання професора.
11 лютого 1993 р. на засіданні спеціалізованої вченої рада Українського державного аграрного університету (нині — НУБіП України) захистив докторську дисертацію на тему: «Функції обліку в управлінні сільськогосподарським виробництвом» Проведені Григорієм Герасимовичем дослідження започаткували новий напрям у розвитку облікової науки.
З 1994 по 1997 рр. завідував кафедрою бухгалтерського обліку і фінансів Брянської сільськогосподарської академії Російської Федерації.
З 1997 по 2014 рр. працював професором кафедри бухгалтерського обліку і аудиту Національного аграрного університету.
З 1998 р. працював за сумісництвом у Житомирському державному технологічному університеті (на той час — Житомирський інженерно-технологічний інститут). Разом з професорами О. С. Бородкіним, А. М. Герасимовичем та Ю. І. Осадчим сприяли створенню у закладі технічного спрямування наукової бухгалтерської школи.
У ЖДТУ за сприяння та безпосередньої участі Григорія Герасимовича у 1999 р. було створено кафедру фінансів. Він став її першим завідувачем. Створення та подальший розвиток кафедри фінансів сформували надійне підґрунтя для відкриття та успішного існування в ЖДТУ нової спеціальності — «Фінанси».
З 2011 по 2014 рр. за сумісництвом працював завідувачем кафедри обліку і аудиту Київського університету туризму, економіки і права.
Був учасником ВВВ та бойових дій.
Помер Кірейцев Григорій Герасимович 27 січня 2014 року на 81 році життя у м. Києві.

## Наукова діяльність
(із відгуку про Кірейцева Г. Г. написаного колегою д.е.н., проф. Ф. Ф. Бутинцем до монографії «Розвиток бухгалтерського обліку: теорія, професія, міжпредметні зв'язки», Житомир, 2007 рік).
Окрім активної викладацької діяльності, проф. Г. Г. Кірейцев невтомно працював на науковій ниві. Постійно брав участь у наукових семінарах, виступав на наукових конференціях, публікувався в наукових журналах.
Кірейцев Г. Г. був членом редакційних колегій економічних фахових наукових журналів, що видаються в Житомирському державному технологічному університеті:
1. Фахового збірника наукових праць «Вісник ЖДТУ / Економічні науки»;
2. Міжнародного збірника «Проблеми теорії і методології бухгалтерського обліку, контролю і аналізу».

Виступав рецензентом різних видань, серед яких: монографії:
- Бутинець Ф. Ф. Проблеми науки бухгалтерського обліку: Реалії: Монографія. -Житомир: ПП «Рута», 2005. — 324 с.
- Очерки по бухгалтерскому учету и контролю: Монография по результатам диссертационных исследований проблем бухгалтерского учета и контроля Житомирской научной бухгалтерской школи. — Житомир: ЧП «Рута», 2005. — 444 с.
- Малюга Н. М. Бухгалтерський облік в Україні: теорія й методологія, перспективи розвитку: Монографія. — Житомир: ЖДТУ, 2005. — 548 с.
- Малюга Н. М. Розвиток теорії бухгалтерського обліку: Монографія. — Житомир: ПП «Рута», 2005.-388 с.
- Моя професія — бухгалтер, фінансист. Навчальний посібник для студентів вищих навчальних закладів спеціальностей 7.050106 «Облік і аудит» та 7.050104 «Фінанси». За ред. проф. Ф. Ф. Бутинця та І. А. Панченко. — Житомир: ПП «Рута», 2005. — 156 с.
- Петрук О. М. Гармонізація національних систем бухгалтерського обліку: Монографія. — Житомир: ПП «Рута», 2005. — 586 с;
- Малюга Н. М., Давидюк Т. В. Двойная запись в бухгалтерском учете: историко-теоретический аспект: Монография. — Житомир: ЧП «Рута», 2003. — 512 с. (монографія відзначена грамотою Президії НАН України у 2004 р.).
- Малюга Н. М. Шляхи удосконалення оцінки в бухгалтерському обліку: теорія, практика, перспективи. — Житомир: ЖІТІ, 1998. — 384 с.

Підручники та навчальні посібники:
- Бухгалтерський фінансовий обліку: Підручник для студентів спеціальності «Облік і аудит» вищих навчальних закладів. / За ред. проф. Ф. Ф. Бутинця. — 7-ме вид., доп. і перероб. — Житомир: ПП «Рута», 2006. — 832 с.
- Бутынец Ф.Ф, Бухгалтерский учет в зарубежных странах. В 2-х частях. Ч. II. Учебное пособие. — Житомир: ЧП «Рута», 2006. — 568 с.
- Бутынец Ф. Ф. Бухгалтерский учет в зарубежных странах. В 2-х частях. Ч. І. Учебное пособие. — Житомир: ЧП «Рута», 2005. — 640 с.
- Звітність підприємств. Навчальний посібник для студентів вищих навчальних закладів спеціальності 7.050106 «Облік і аудит». За ред. проф. Ф. Ф. Бутинця та Н. А. Остапюк. — Житомир: ЖДТУ, 2005. — 428 с.
- Малюга Н. М. Наукові дослідження в бухгалтерському обліку: Навчальний посібник для студентів вищих навчальних закладів / За ред. проф. Ф. Ф. Бутинця. -Житомир: ПП «Рута», 2003. — 476 с.
- Бутинець Ф. Ф. Теорія бухгалтерського обліку: Підручник для студентів вузів спеціальності 7.050106 «Облік і аудит». / Вид. 2-е, доп. і перероб. — Житомир: ЖІТІ, 2000. — 640 с.
- Малюга Н. М. Теорія бухгалтерського обліку. Збірник задач і вправ. Навчальний посібник для студентів спеціальності 7.050106 «Облік і аудит». Вид. 3-є, перероб. і доп. — Житомир: ЖІТІ, 2000. — 448 с. (у збірнику використана ідея Г. Г. Кірейцева подавати визначення різних авторів для роздумів та обговорення).

Це далеко не повний перелік праць, прорецензованих вченим. Проте широкий спектр видань та їх спеціалізації підтверджує багатогранність Григорія Герасимовича, його прагнення висвітлити найкраще в теорії та практиці бухгалтерського обліку. При цьому вчений виступає співавтором і науковим редактором багатьох видань Житомирської наукової бухгалтерської школи.
Рішенням Вченої ради Житомирського державного технологічного університету від 28.02.2005 р. (протокол № 7) за плідну наукову діяльність в університеті, видання монографічної та навчальної літератури (співавтор, редактор багатьох навчальних посібників, рекомендованих МОН України), участь у підготовці наукових кадрів вищої кваліфікації, створення кафедри фінансів, ліцензування спеціальності «Фінанси» та її розвиток Кірейцеву Григорію Герасимовичу присвоєно звання «Почесний професор ЖДТУ».
Професор Г. Г. Кірейцев здійснює підготовку аспірантів у навчальних і наукових закладах України і Російської Федерації. Під керівництвом Григорія Герасимовича лише у період до 2006 року захищено 20 кандидатських дисертацій, в тому числі 14 в Україні та 6 в Росії.
Г. Г. Кірейцев був опонентом при захисті дисертацій наступних науковців: Л. Л. Баєвська (2006), МІ.Бендера (2001), О. О. Бідюк (2006), М. І. Бондар (2001), А. В. Довбуш (2006), О. П. Завитій (2002), І.В. Замула, докт. (2010), М. Г. Кірданов (2002), Л. В. Кондрюк (2004), В. М. Краєвський (2004), Я. Д. Крупка, докт. (2002), П. О. Куцик (2000), С. Ф. Легенчук (2006), Л. І. Лук'яненко (1999), Н. А. Морозова-Герасимович (2003), Т. М. Пахомова (2004), О. П. Погрібна (2001), О. Л. Примаченко (2005), В. С. Рудницький, докт (1999), В. В. Сатовський (1998), І. В. Ссменець (1999), Вал. В. Сопко (2001), С. Р. Тріль (2001), Л. Ю. Туренко (1992), І. Ю. Чумакова (2000), А. В. Шайкан (2002), Г. В. Янчук (2006), Т. Н. Ярмоленко(1990).
Григорій Герасимович був членом спеціалізованих вчених рад по захисту кандидатських і докторських дисертацій у Київському національному економічному університеті імені Вадима Гетьмана, у Національному аграрному університеті (потім НУБіП України), Інституті аграрної економіки НААН України. Вчений постійно виголошував промови за тематикою, що розглядалася радами, активно впливаючи на формування професійного потенціалу, розвиток науки про бухгалтерський облік.
Його виступи завжди викликали високу зацікавленість, оскільки були безцінним джерелом для роздумів, наукових пошуків, розуміння величі науки та представлених ідей.
Глибинка сутність вченого проявляється через виявлення ним гносеологічної сутності та онтологічного змісту бухгалтерського обліку, його місії як «суспільної науки та інтегрованої багатофункціональної господарської практики, як путівника людини в її прагненні перейти від інтуїтивного сприйняття оточуючого соціального, економічного та екологічного середовища до раціонального…».
Професор Г. Г. Кірейцев всією душею переймався проблемами розвитку бухгалтерського обліку в Україні. Свій науковий пошук професор концентрував в основному на проблемах двох основних напрямів: теоретико-методологічні засади розвитку бухгалтерського обліку та підготовка бухгалтерських кадрів в системі вищої агроекономічної освіти.
Вченим самостійно та у співавторстві опубліковано понад 200 наукових та науково-методичних праць, серед яких монографії, підручники, навчальні посібники, брошури, методичні матеріали.
Наукові праці проф. Г. Г. Кірейцева є змістовними та цікавими. Він думкою через слово вмів пробудити наукову громадськість. Однією із таких праць є стаття «Економічна теорія та реалізація її положень в механізмах розвитку АПК», що вийшла друком у 2005 році.
Проф. Г. Г. Кірейцев визнавав вплив на розвиток економічної науки змін у продуктивних силах, соціально-економічних, економіко-правових та економіко-екологічних відносинах.
Власне наука, на думку вченого, і є реакцією та діями науковців у галузі економіки на зміни зовнішнього та внутрішнього економічного середовища: «Генерування ідей та втілення їх в економічні моделі, методи якісного аналізу, кількісного відображення та оцінки економічних дій і подій забезпечує розвиток економічних наук, який неминуче пов'язаний з розробкою наукових методів вимірювання і відображення цінностей, процесів їх виробництва, обміну цінностями та невиробничого їх споживання».
Одним серед перших професор Г. Г. Кірейцев дослідив функції бухгалтерського обліку. Ним виявлено і сформульовано нову зовнішню регулюючу облікову функцію, реалізація якої може бути як корисною (за умови забезпечення потрібного наукового рівня облікових процедур), так і шкідливою (за умови нехтування вимогами методології економічної науки).
Обґрунтована легітимна реалізація регулюючої функції бухгалтерського обліку, яка складає основу креативного обліку процесів відтворення засобів життєдіяльності людини.
Тому започаткований проф. Г. Г. Кірейцевим функціональний аспект дослідження бухгалтерського обліку одержав визнання як новий напрям бухгалтерської науки, Подальший розвиток цей напрям отримав у провідних дослідницьких колективах за спеціальністю «Бухгалтерський облік, аналіз та аудит»:
- Житомирській науковій бухгалтерській школі;
- Національному науковому центрі "Інститут аграрної економіки;
- Національному аграрному університеті (НУБіП України);
- Київському економічному університеті ім. Вадима Гетьмана.

Вчений розробив концепцію підготовки спеціалістів з бухгалтерського обліку і аудиту у вищих сільськогосподарських навчальних закладах, яку було схвалено в 1997 р. на міжнародному семінарі завідувачів кафедр бухгалтерського обліку і фінансів сільгоспвузів країн СНД. Як напише він пізніше, «Теоретические экономические знания позволяют работающему в любой предпринимательской структуре бухгалтеру за орудиями труда и конкретными материалами видеть факторы производства. За трудом, землей и капиталом — источник богатства, за доходами и расходами — интенсивность производственных процессов и эффективность совокупной хозяйственной деятельности».
Професор Г. Г. Кірейцев постійно співпрацював з відділом фінансів, обліку та аудиту Інституту аграрної економіки УААН (НААН), ініціював і брв участь у створенні на базі інституту кафедри фінансів (НАУ). У співпраці з вченими інституту брав участь у розробці пропозицій щодо реструктуризації заборгованості підприємств АПК, доповнень до проекту державної амортизаційної політики, рекомендацій зі створення нових агроформувань з орендними відносинами, інших рекомендацій і нормативних документів, що регламентують ведення обліку.
Вагомими є підтверджені результати його наукових розробок з бухгалтерського обліку, контролю, фінансів (шість на союзному рівні, одна з яких — для підприємств сільського, водного та лісового господарства; і шість — на підприємствах України). Про визнання важливості напрямів і одержаних ним результатів дослідження свідчать обрання його у 1995 р. членом-кореспондентом Міжнародної академії аграрної освіти та в 1996 р. академіком Академії природничих наук Російської Федерації.
Узагальнити хоча б частину величезного доробку проф. Г. Г. Кірейцева вирішено його друзями, колегами, учнями та вдячними науковцями великого Вченого, Учителя. Людини.
У монографії «Розвиток бухгалтерського обліку: теорія, професія, міжпредметні зв'язки», виданій у 2007 році зібрано наукові праці проф. Г. Г. Кірейцева з 1976 р.
Праці професора особливі тим, що в них простежуються два аспекти проблем розвитку бухгалтерського обліку та визначення шляхів їх вирішення:
- теоретико-методологічний, в якому автор наголошує на актуальності розкриття глибинної сутності економічних та облікових категорій і на цій основі акцентує увагу на можливостях забезпечувати високий науковий рівень бухгалтерського відображення кількісних параметрів об'єктів спостереження;
- функціональний, де обґрунтовується потреба наукового бачення змін, і тенденцій та закономірностей поведінки об'єктів обліку. Метод бухгалтерського обліку розглядається в цьому контексті як система прийомів реалізації функцій обліку та вирішення задач, що ставляться перед ним. Функціональний аспект вимагає підвищувати якість підготовки фахівців з обліку та аналізу господарської діяльності.

Монографія призначена для виконавців магістерських програм, аспірантів та молодих науковців, які розпочали свій шлях з педагогічної діяльності на кафедрах бухгалтерського обліку у вищих навчальних закладах III і IV рівнів акредитації. Молоді науковці знайдуть в ній джерело і натхнення для подальших досліджень, вдосконалення обліку, покращання життя суспільства.
22 лютого 2012 року у Національному університеті біоресурсів і природокористування України була проведена Всеукраїнська науково-теоретична конференція «облік у XXI столітті: концепція розвитку, глобальні тенденції, національні інтереси», присвячена 80-річчю д.е.н., проф. Кірейцева Г. Г., в роботі якої взяли участь практично усі визнані в Україні науковці з бухгалтерського обліку.
Пам'яті професора Кірейцева Григорія Герасимовича присвячено також Міжнародну науково-практичну конференцію «Розвиток бухгалтерського обліку: теорія, професія, міжпредметні зв'язки», 26-27 лютого 2015 року, м. Київ.

## Наукова школа
Кірейцев Григорій Герасимович підготував 32 кандидати і 2 доктори економічних наук. Опублікував понад 200 наукових праць, серед яких 30 монографій, підручників, навчальних посібників та довідників. Серед наукових праць у номінації «Монографія в галузі економічних знань за напрямом: бухгалтерський облік, аудит та статистика» у 2008 році монографія «Глобалізація економіки і уніфікація методології бухгалтерського обліку» визнана НААН України найкращою й нагороджена дипломом за перше місце. Підручники «Фінанси підприємств» та «Фінансовий менеджмент» у 2002 р. були визнані переможцями у конкурсі аграрних ВНЗ України як найкращий навчально-методичних посібників.
Науковий інтерес був серед іншого зосереджений на наступних проблемах:
- теоретико-методологічні засади розвитку бухгалтерського обліку;
- проблемах підготовки облікових кадрів у системі вищої агроекономічної освіти.

Послідовники Кірейцева Григорія Герасимовича: Гуцаленко Л. В., Олійник С. О., Канцедал Н. А., Савченко Н. М., Савченко Р. О., Нехай В. А., Гаврилюк В. П., Мельниченко І. В., Хомовий С. М., Литвиненко В. С. та інші.